# Goli (Meri)
Goli  est une localité du Cameroun située dans l'arrondissement de Meri, le département du Diamaré et la région de l’Extrême-Nord. Elle fait partie du canton de Douvangar.

## Localisation
Le village de Goli est localisé à 10° 44' N et 14° 06' E. Il se trouve à 614 m d'altitude.

## Population
En 1974 la localité comptait 859 habitants, des Moufou.
Lors du dernier recensement de 2005, on y a dénombré 1 827 personnes, dont 896 de sexe masculin (49%) et 931 de sexe féminin (51%).

## Administration
Le village de Goli est un village qui se trouve à 6 km environ de Meri. La localité électrifiée plus proche de Douvangar (3 km) et Méri (6km) qu'à Douroum (6km). La ligne électrique est de 30 Kv.
Une école publique existe depuis plusieurs décennies à Goli et il existe des écoles catholiques à 3 km environ de Goli.
Il y a un hôpital de district situé au Nord de Goli. Pas d'autres hôpitaux à moins de 20 km: Maroua.